# Vinca minor
Vinca minor  (brusela)  es una especie de planta con flor, nativa del centro y sur de Europa, desde Portugal, Francia, norte de Holanda y los países bálticos,  este del Cáucaso, y  también sudoeste de Asia en Turquía.

## Descripción

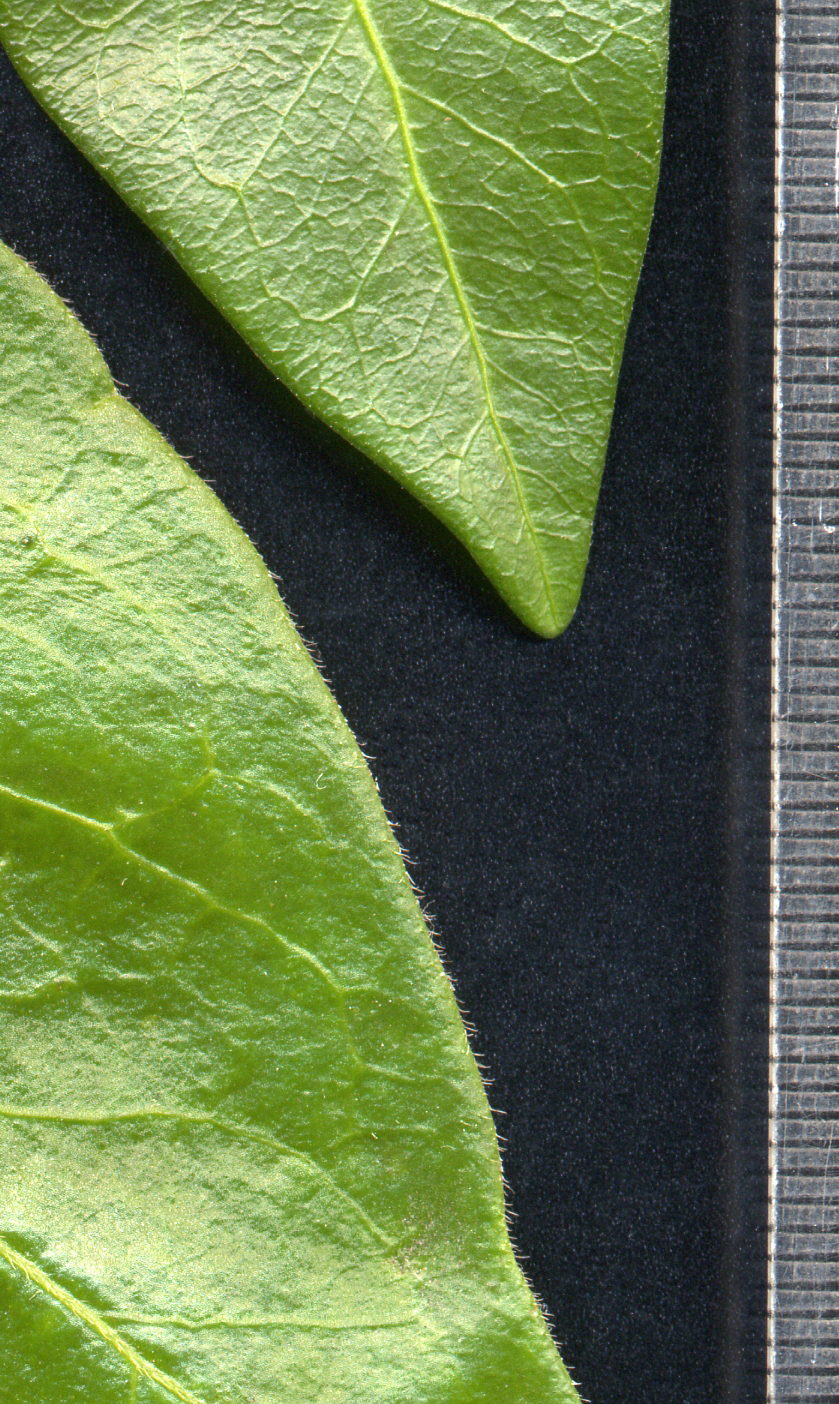
Márgenes foliares comparados; Vinca minor arriba, Vinca major abajo; note lo glabro de V. minor, piloso en V. major

Es un subarbusto, cubriendo el  terreno, y enraizando por los tallos,  formando grandes colonias clonales  y ocasionalmente trepando a más de 4 dm, pero no más ni enroscándose.  Hojas siempreverdes, opuestas, 2-4,5 cm x 1-2,5 cm,  verde oscuras brillantes, con una textura correosa,  márgenes enteros.  Flores solitarias en las axilas foliares. Florece desde temprano en primavera a mediados del verano, y pocas flores aún en otoño; son de color bígaro (azul-violeta pálido o blanco en algunas selecciones cultivadas), 2-3 cm de diámetro, con  corola pentalobulada.  Fruto es un par de folículos de 25 mm de largo, conteniendo numerosas semillas.
La muy relacionada especie Vinca major es similar pero más grande en todas sus partes, y hojas relativamente más anchas con hojas de márgenes pilosos.

### Cultivo

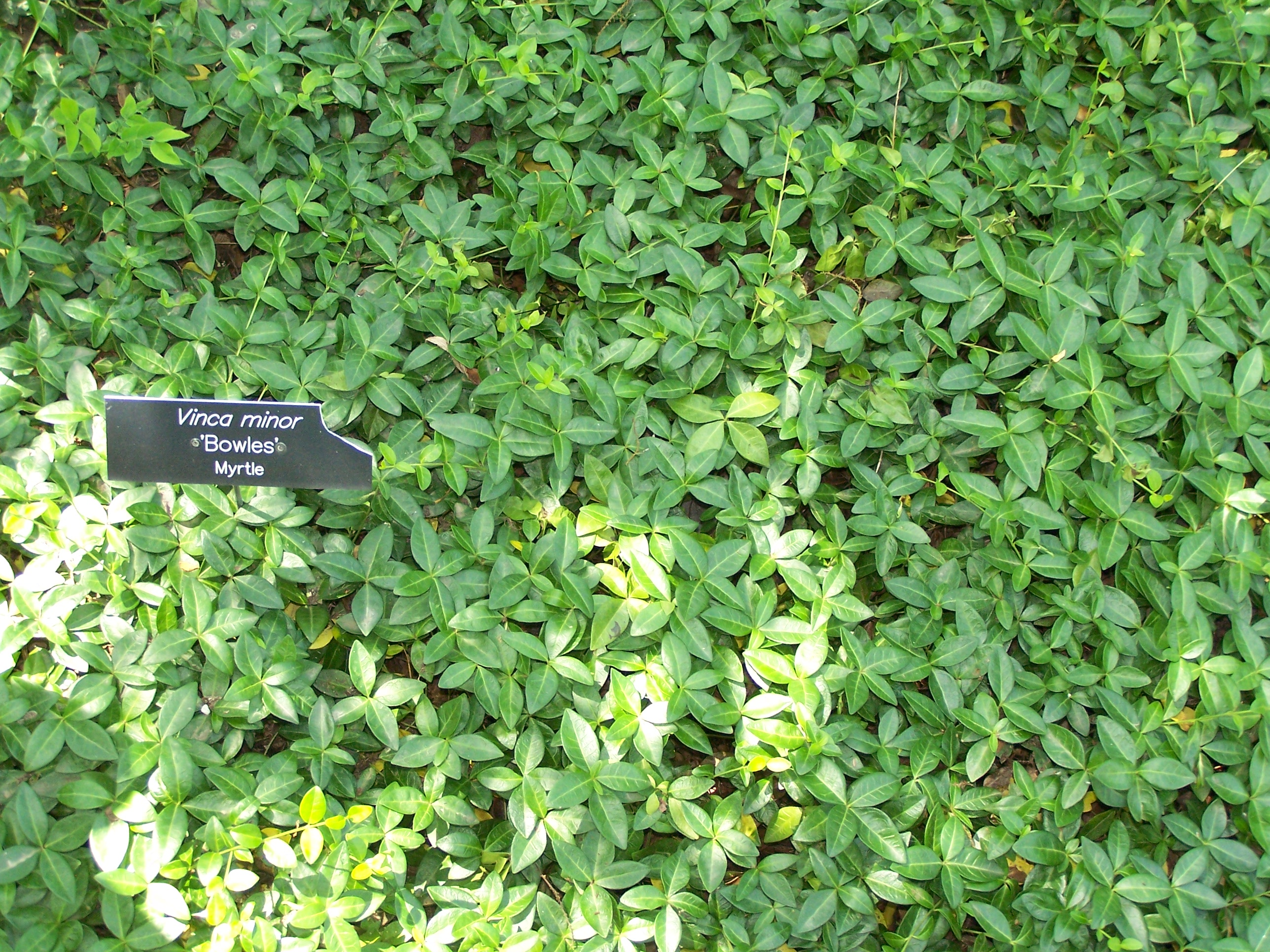
Completa cobertura.

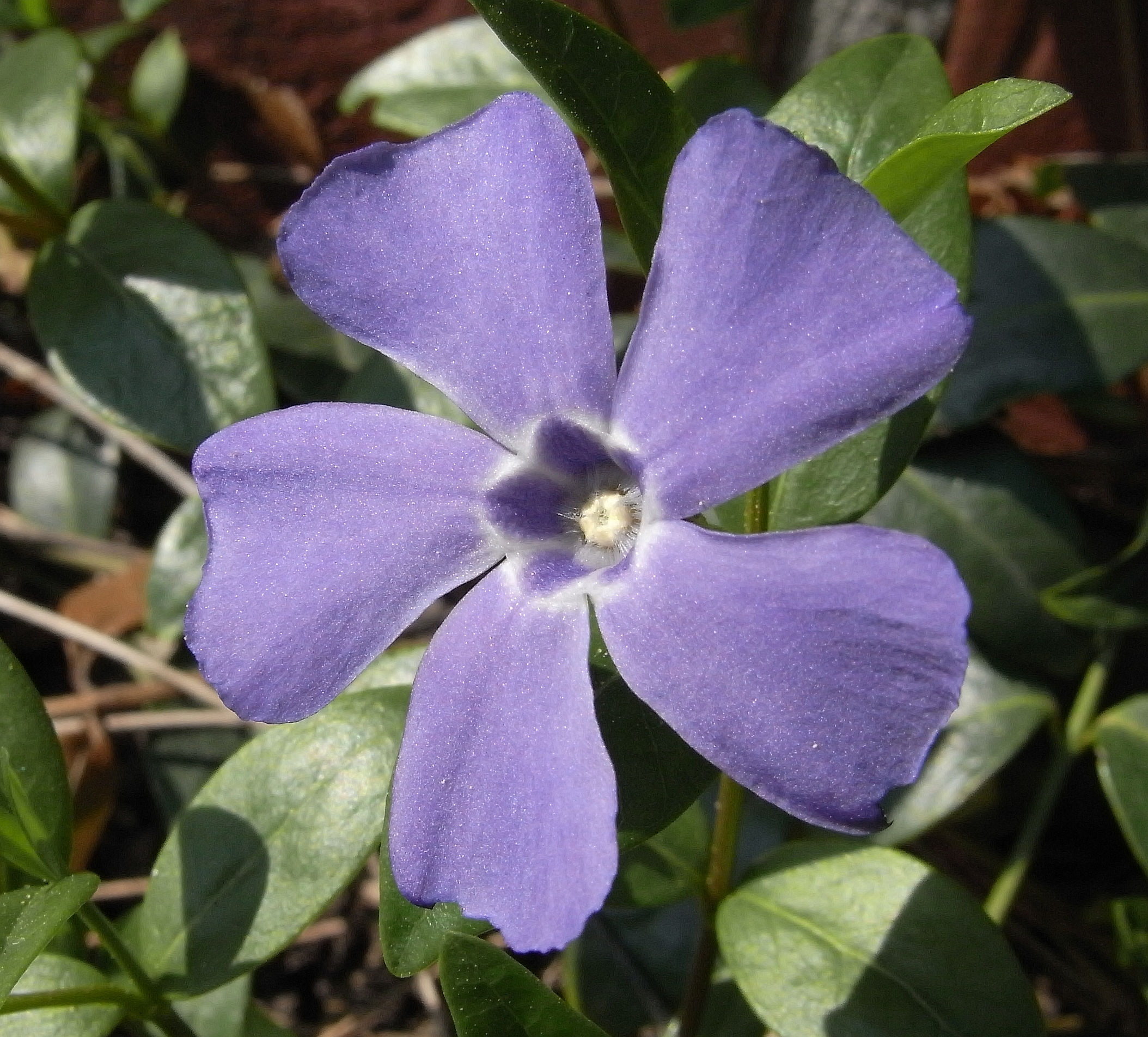

La especie crece  como un estrato  cultivo de cobertura en jardines templados por su follaje siempreverde,  floración primaveral y veraniega, facilidad de cultivo, y denso que ahoga las malezas. Tiene pocas pestes o enfermedades, y está ampliamente naturalizado y aún  clasificado como especie invasora en partes de Norteamérica. Hay numerosos cultivares,  con diferentes colores de flores y de  follaje variegado, incluyendo a  'Argenteovariegata' (bordes de hojas blancos), 'Aureovariegata' (bordes amarillos), 'Gertrude Jekyll' (flores blancas),  y 'Plena' (flores dobles). 

## Taxonomía
Vinca minor fue descrita por Carlos Linneo y publicado en Species Plantarum 1: 209. 1753.
Sinónimos
- Pervinca minor (L.) Garsault, Fig. Pl. Méd.: t. 448 (1764), opus utique oppr.
- Pervinca procumbens Gilib., Exercit. Phyt. 1: 63 (1792).
- Vinca humilis Salisb., Prodr. Stirp. Chap. Allerton: 146 (1796).
- Vinca ellipticifolia Stokes, Bot. Mat. Med. 1: 495 (1812).
- Vinca intermedia Tausch, Flora 19: 386 (1836).
- Pervinca heterophyla Raf., Autik. Bot.: 184 (1840).
- Pervinca repens Raf., Autik. Bot.: 184 (1840).
- Vinca acutiflora Bertol. ex W.D.J.Koch, Syn. Fl. Germ. Helv., ed. 2: 557 (1844).

## Nombres comunes
- Castellano: Vinca menor, vinca, pervinca, bígaro, dominicana, dominica, hierba doncella, brusela, violeta de las brujas, violeta de asno, brusela, ojos azules. * brancaporbrinca, brinca, brusela, brusela menor, clemátida, doncella, hierba doncella, ojos azules, pervinca, vinca, vincapervinca , violeta, violeta de la bruja, violeta gañatera, yerba ciega, yerba doncella.[3]